# 川奥信号場
川奥信号場（かわおくしんごうじょう）は、高知県幡多郡黒潮町川奥にある、土佐くろしお鉄道中村線および四国旅客鉄道（JR四国）予土線の信号場である。電報略号はオク。
予土線と中村線の施設上の分界点でもある。なお、営業上（運賃計算上）の境界は若井駅で、若井駅 - 当信号場間は重複区間であるが、同区間の敷地・線路の所有者は、信号場構内を含め土佐くろしお鉄道である。

## 歴史
- 1974年（昭和49年）3月1日：日本国有鉄道予土線開業による列車の分岐に対応するために設置[1]。
- 1987年（昭和62年）4月1日：国鉄分割民営化により四国旅客鉄道に承継[1]。
- 1988年（昭和63年）4月1日：中村線が土佐くろしお鉄道に転換[1]。土佐くろしお鉄道の管轄となる[1]。

## 構造
若井駅より荷稲駅方向に約3.6 kmに位置する2線の信号場。荷稲駅方より予土線が中村線に合流する。中村線のループ線途中から予土線が分岐するようになっており、信号場自体も曲線上に設置されている。
当信号場は「単線分岐交換型信号場」である。中村線・予土線いずれの列車とも交換・待避が可能である。
中村線側は一線スルー構造となっており、「しまんと」「あしずり」などの特急列車は速度を落とさずに（信号場付近の速度制限は65 km/h）通過することが可能である。
若井方の分岐側通過には40 km/hの速度制限、荷稲・家地川方のシーサスクロッシング分岐側通過には35km/hの速度制限がある。

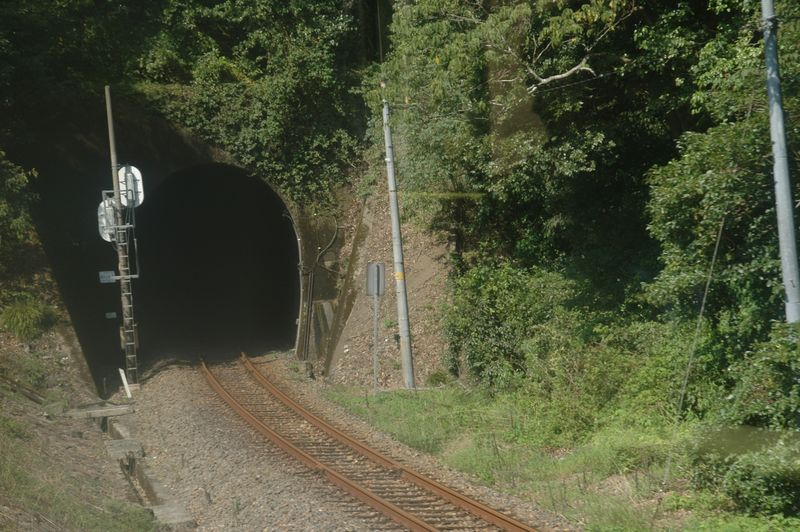
ループ線入り口（2005年9月）
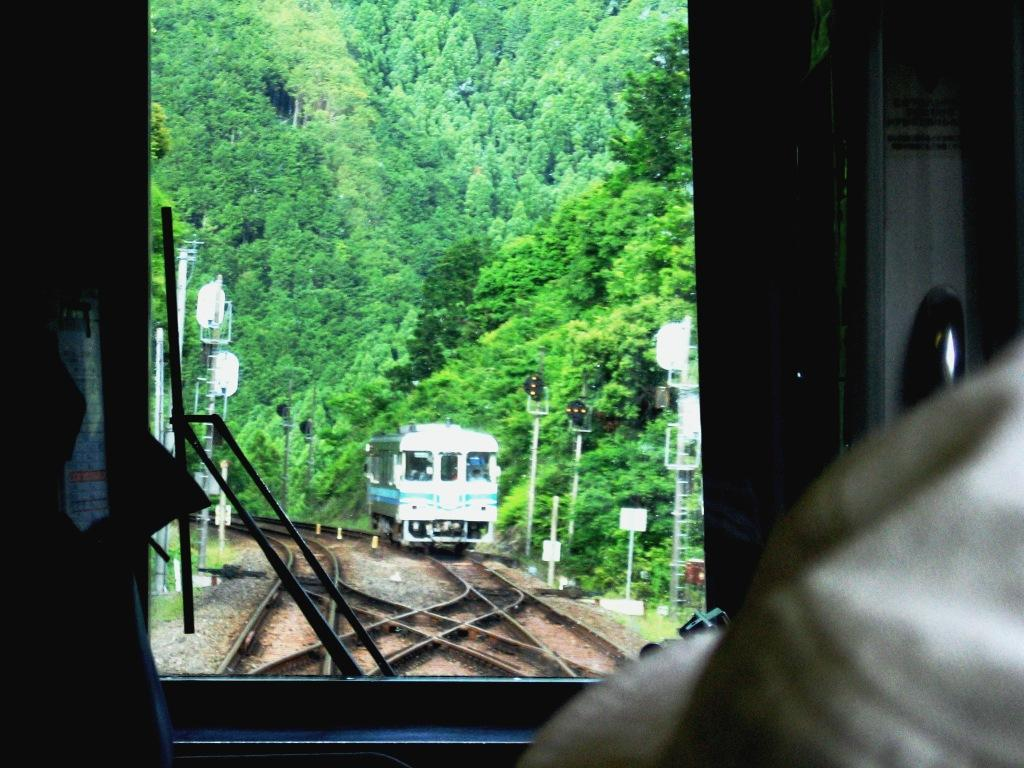
交換風景（2007年5月。荷稲側から進入する列車より撮影）
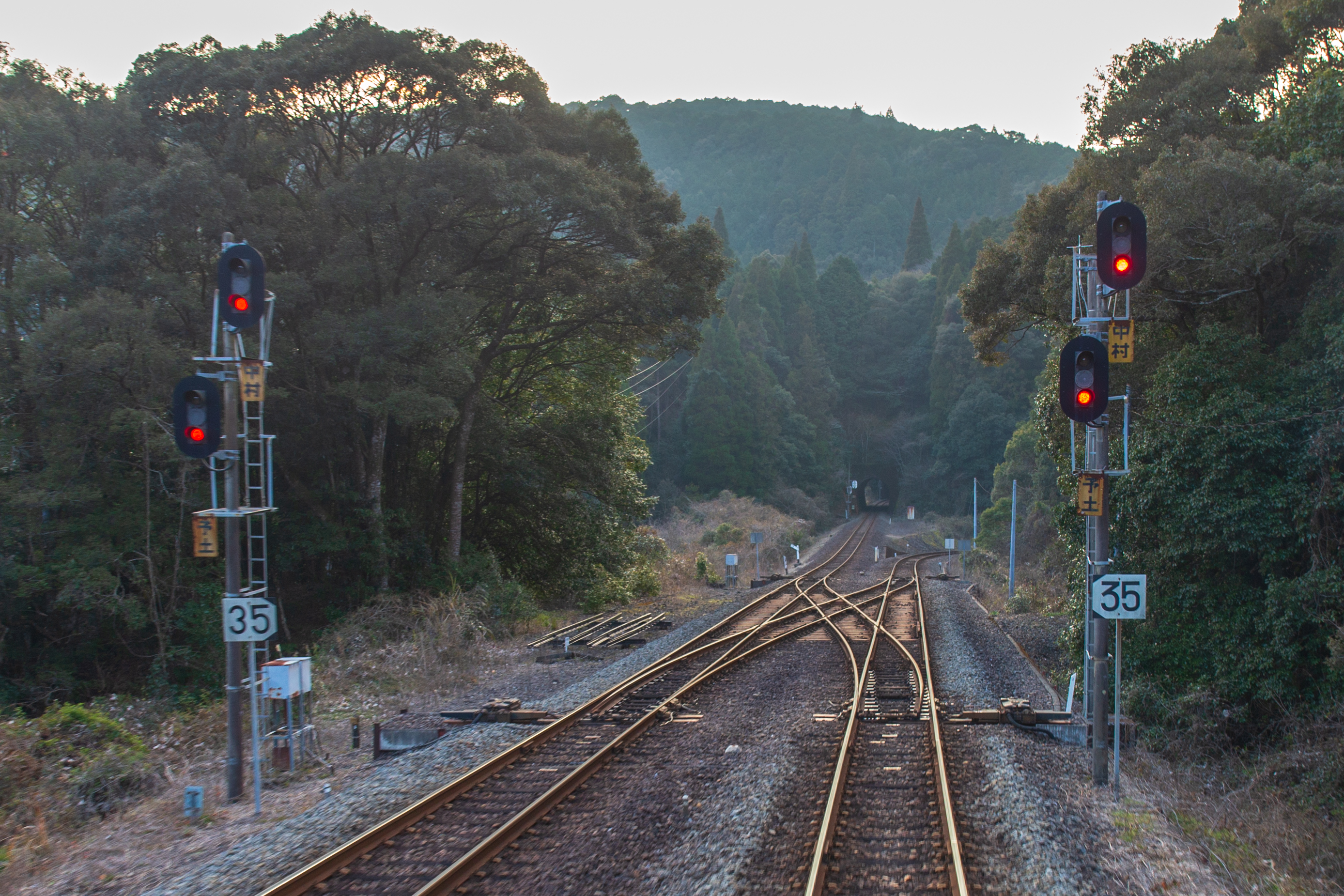
予土線（左）と中村線（右）の分岐にある出発信号機（2017年12月）
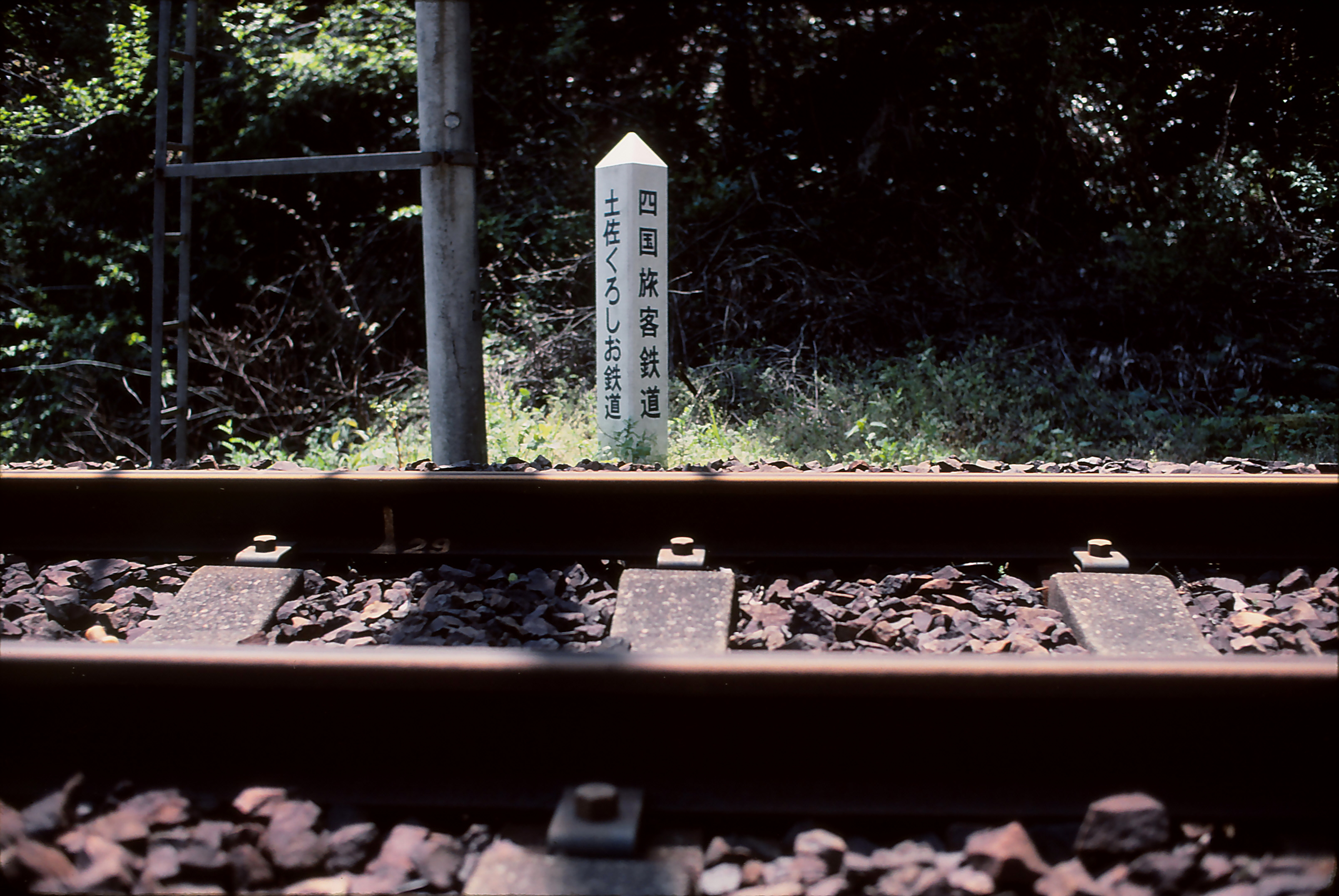
信号機横にある会社境界表示（1989年）

## 周辺
山間部であるが、付近に高岡郡四万十町と四万十市方面との実質的な近道である高知県道329号秋丸佐賀線がある。この県道の踏切が、本信号場の若井側にある。直接移動できる道はなく、家地川駅駅前を通っている県道または荷稲駅付近から入る県道を利用し信号場内にある踏切まで行くことができる。また、信号場付近は天体観測、川釣りのスポットである。
予土線は四万十川水系からこの信号場で一度伊与喜川水系に入り、再び四万十川水系に戻ることになる。

## 隣の施設
土佐くろしお鉄道
■中村線
若井駅 - 川奥信号場 - 荷稲駅
四国旅客鉄道（JR四国）
■予土線
若井駅 - 川奥信号場 - 家地川駅